# Municipio de Washington (condado de Aurora)
El municipio de Washington (en inglés: Washington Township) es un municipio ubicado en el condado de Aurora en el estado estadounidense de Dakota del Sur. En el año 2010 tenía una población de 46 habitantes y una densidad poblacional de 0,5 personas por km².

## Geografía
El municipio de Washington se encuentra ubicado en las coordenadas 43°32′32″N 98°44′6″O / 43.54222, -98.73500. Según la Oficina del Censo de los Estados Unidos, el municipio tiene una superficie total de 92.14 km², de la cual 92,14 km² corresponden a tierra firme y (0 %) 0 km² es agua.

## Demografía
Según el censo de 2010, había 46 personas residiendo en el municipio de Washington. La densidad de población era de 0,5 hab./km². De los 46 habitantes, el municipio de Washington estaba compuesto por el 100 % blancos. Del total de la población el 0 % eran hispanos o latinos de cualquier raza.